# WirelessHART
WirelessHART или IEC 62591 — сетевая технология для беспроводных устройств на базе протокола HART (Highway Addressable Remote Transducer Protocol).

## Техническое описание
Протокол использует синхронизированную во времени, самоорганизующуюся и самовосстанавливающуюся ячеистую архитектуру. Он работает в диапазоне частот 2400—2483,5 МГц для промышленной, медицинской и научной аппаратуры (ISM) стандарта IEEE 802.15.4. Оборудование, построенное на данном стандарте, относится к устройствам малого радиуса действия. Разработанный как интероперабельный беспроводной стандарт, поддерживающий оборудование разных производителей, WirelessHART был создан в соответствии с требованиями сетей полевых устройств. В основу протокола легла технология TSMP (синхронизированный во времени ячеистый протокол) компании Dust Networks.

## История
Разработку стандарта предложили в начале 2004 года, и он был подготовлен 37 компаниями, входящими в HART Communications Foundation (HCF), среди которых ABB, Emerson, Endress+Hauser, Pepperl+Fuchs, Siemens. Компании образуют WiTECK — открытую, некоммерческую организацию, цель которой заключается в создании надежного, экономически эффективного портфолио базового программного обеспечения для промышленного применения беспроводных устройств в нейтральной конкурентной среде.
Протокол WirelessHART утверждён на голосовании 210 членами HCF, затем одобрен советом директоров HCF и представлен рынку в сентябре 2007 года. 27 сентября 2007 года Fieldbus Foundation, Profibus и HCF сообщили об организации команды по сотрудничеству в сфере беспроводных технологий, которая разработает требования к общему звену, связующему с беспроводным шлюзом, тем самым защитит вложения пользователей в технологии и практики использования таких межотраслевых сетей. По завершении работ по стандарту WirelessHART в сентябре 2007 года, Фонд HART Communications предложил Международной ассоциации автоматизации (ISA) неограниченную, безвозмездную лицензию на объект авторского права, тем самым предоставив комитету ISA100 доступ к стандарту WirelessHART.
Обратная совместимость с «пользовательским уровнем» HART обеспечивает адаптацию систем управления и инструментов конфигурирования, совместимых с HART, которые могут включать новые беспроводные сети и устройства, а также дальнейшее использование проверенных практик настройки и компоновки систем. По оценкам, протокол поддерживается 25 миллионами полевых устройств HART. Примерно 3 миллиона новых проводных устройств HART]отгружаются заказчикам каждый год. В сентябре 2008 года компания Emerson стала первым поставщиком средств автоматизации, который начал отгрузки продукции, поддерживающей WirelessHART.
Летом 2009 года NAMUR, международная ассоциация пользователей в химической и фармацевтической отраслях, провела полевые испытания WirelessHART на предмет соответствия требованиям NAMUR в отношении беспроводных средств автоматизации.
В апреле 2010 года протокол WirelessHART единогласно утверждён представителями Международной электротехнической комиссии (МЭК) и таким образом стал первым беспроводным международным стандартом, под номером IEC 62591.